# Li Ka-Shing
Li Ka-Shing (Chaozhou, 13 juni 1928) (jiaxiang: Guangdong, Chaozhou) is een zakenman en miljardair uit Hongkong. Zijn vermogen werd in 2022 geschat op 30,2 miljard US-dollar. Hij wordt gezien als een van de invloedrijkste zakenlieden in Azië en is sinds 2018 actief als adviseur bij CK Hutchison Holdings, waar hij voordien als chairman bij betrokken was.

## Biografie
Li Ka-shing werd geboren in 1928 te Chaozhou. In 1940 vluchtte de familie Li naar Hongkong om de beroeringen in China te ontvluchten. Daar verbleef de familie in het huis van Li Ka-Shings rijke oom.
Li's vader overleed in Hongkong. Vanwege deze gebeurtenis stopte Li Ka-Shing met school en ging op zijn vijftiende werk zoeken om zijn gezin te helpen op financieel gebied. Hij vond werk bij een plasticfabriek, waar hij zestien uur per dag moest werken. Nadat hij enkele jaren gespaard had  kon hij in 1950 zijn eigen bedrijf starten, Cheung Kong Industries. Dat bedrijf maakte plastic waren en was zeer succesvol. Dit leverde hem veel winst op en vormde de basis voor een uitbreiding in de vastgoedsector.
In 1958 werden de eerste stappen richting de projectontwikkeling gezet, maar dit kwam in een stroomversnelling na de onlusten in Hongkong in 1967 waardoor de vastgoedprijzen waren gedaald. In 1971 bracht Li de vastgoedbelangen onder in een vastgoedmaatschappij: Cheung Kong Holdings. Dit bedrijf kreeg in 1972 een notering op de Hong Kong Stock Exchange. Op 25 september 1979 kocht Cheung Kong Holdings voor HK$ 639 miljoen een minderheidsbelang in Hutchison Whampoa en werd daarmee actief in zeehavens met containerterminals. Hutchison Whampoa is ook eigenaar van de A.S. Watson-groep dat onder andere de drogisterijketens Kruidvat en Trekpleister omvat. Zes jaar later nam het ook het nutsbedrijf Hongkong Electric Holdings Limited over.
Medio 2015 fuseerden Hutchison Whampoa en Cheung Kong Holdings en gingen verder onder de naam CK Hutchison Holdings. Hiervan heeft de Li-familie een kwart van de aandelen in handen.
In maart 2018 kondigde Li zijn vertrek aan als niet-uitvoerend voorzitter, maar hij bleef wel als adviseur betrokken bij het bedrijf. Zijn zoon Victor (toen 53 jaar) nam de leiding over.

## Naslagwerk
- (en)  Anthony B. Chan, Li Ka-Shing Hong Kong's Elusive Billionaire, Oxford University Press (China) Ltd (1997), ISBN 9780195900767